# Fréchou
Fréchou é uma comuna francesa na região administrativa da Nova Aquitânia, no departamento Lot-et-Garonne. Estende-se por uma área de 12 km². Em 2010 a comuna tinha 236 habitantes (densidade: 19,7 hab./km²).